# Ernest de Schaumbourg
Ernest de Schaumbourg (né à Bückeburg le 24 septembre 1569 - mort à Bückeburg le 17 janvier 1622) il est le premier comte de Schaumbourg et de Holstein-Pinneberg à obtenir le tire de « Prince » en 1619.

## Biographie

### Jeunesse et formation
Ernest est le plus jeune des cinq fils du comte Otto IV de Schaumbourg et de Holstein († 1 576) né de son second mariage avec Elisabeth Ursula, une fille de Ernest Ier de Brunswick-Lunebourg. de ce fait Ernest n'a pendant longtemps eu aucune perspective de recevoir un domaine propre indépendant. Il est élevé par sa mère et fréquente l'école de grammaire de Stadthagen il étudie de 1584 à 1586 le droit à l'Université de Helmstedt. Après la mort d'Elisabeth Ursula en 1586 c'est son demi-frère le comte Adolphe XIV qui règne sur les domaines familiaux depuis 1576/1581 qui doit pourvoir à son éducation, mais pour des raisons financières,  Ernest  grandit en fait à Detmold à la cour de son beau-frère, le comte Simon VI de Lippe qui est désigné par sa parenté comme son gardien. En 1589 son tuteur l'envoie pendant un an effectuer un Grand Tour, où il découvre l'art et de la culture de l'Italie et des Pays-Bas. De 1593 à 1594 il a l'occasion de rencontrer l'empereur Rodolphe II du Saint-Empire († 1612) à Prague avant de se rendre de nouveau en Italie.

### Mariage et investiture
Ernest réside également temporairement la cour du landgrave Maurice de Hesse-Cassel. En 1593, il y rencontre Hedwige de Hesse-Cassel (née le 30 juin 1569 à Cassel - morte le 7 juillet 1644 à Hagen), une des filles orphelines du landgrave Guillaume IV de Hesse-Cassel et se prend d'affection pour elle. Sa demande d'union reçoit l'accord du frère d'Hedwige, le landgrave  Maurice, mais cela implique que son demi-frère Adolphe XIV lui accorde le gouvernement d'une partie du comté de Schaumbourg. Adolphe XIV fait trainer les négociations mais finalement, Ernest  peut, avec l'aide de Simon VI de Lippe, faire valoir ses droits qui sont approuvés par une commission impériale à Minden le 13 décembre 1595.
Ernest n'a pas obtenu la pleine souveraineté, mais la possession matérielle du comté de Bas-Schaumbourg  c'est-à-dire Sachsenhagen, Hagenburg et Bokeloh qui lui sont attribués. Cela lui permet finalement de se marier le 11 septembre 1597 avec  Hedwige de Hesse-Cassel dans le château  Wilhelmsburg à Schmalkalden. Le couple prend comme résidence Sachsenhagen où Ernest fait aménager en château une modeste résidence de campagne.

### Règne
Le 2 juillet 1601 son frère le prince régnant Adolphe XIV meurt peu de temps après son fils unique et héritier Jules, Ernest reçoit alors l'ensemble du gouvernement dans des comtés de Holstein et Schaumbourg. En 1606 il transfère le siège de son pouvoir de  Stadthagen à Bückeburg.
Bückeburg à l'époque était dans un état lamentable, deux incendies importants, le plus récent en 1585, avaient dévasté la petite ville. À partir de 1601/1606 il commence un programme de construction ambitieux avec le château et l'église de la ville de Bückeburg. Le marché est créé en 1606 et un nouvel hôtel de ville est remis aux citoyens en 1608. L'église de la ville (Stadtkirche) est achevée en 1615. 
Ernst réorganise également les finances du pays qui bénéficie d'un bon environnement économique. Il promeut les guildes et construit des bâtiments pour accueillir des artisans. Il fonde des écoles, dont en 1610 l'illustre école secondaire dite Academia Ernestina à Stadthagen, et en 1621 l'université de Rinteln, et paye les études d'une centaine d'étudiants.
L'évangéliste Cyriaque Spangenberg écrit pour lui une  histoire des comtes de Holstein et Schaumbourg. Il emploie les peintres Joseph Heintz, Hans Rottenhammer, Christoph Gertner et Anton Boten, et aussi les sculpteurs Ebbert et Jonas Wulff et la médaille de bronze sculpteur Adrien de Vries. Il a utilisé la musique à la cour et a tenu son propre orchestre de la cour. Dans les années 1614-1615, il a créé des églises , la police et une administration de l'immobilier. Après une visite à sa cour en décembre 1616, l'alchimiste Michael Maier lui dédie le livre Symbola Aureae Mensae Duodecim nationum.
Les revenus de l'exploitation minière à Schaumbourg lui permettent d'accorder un prêt de 100 000 florins à l'empereur Ferdinand II du Saint-Empire qui le 17 septembre 1619 renouvelle à sa famille le titre de Prince quelle est censée avoir perdu ainsi que le droit de fonder une université. Cependant, lorsqu'il veut utiliser son titre princier dans le comté Holstein le roi de Danemark se fait militairement menaçant et lui en refuse le droit. Il se fait donc appeler Prince du Saint-Empire romain, et comte de Holstein-Schaumbourg.

### Succession
Ernest meurt en 1622 sans héritier. Sa veuve reçoit en douaire le domaine de Stadthagen où elle réside jusqu'à sa mort en 1644. Après la renonciation de son cousin Hermann c'est le neveu de ce dernier Jobst Hermann de Schaumbourg de la lignée de Gemen-Schaumbourg qui lui succède finalement comme Prince. Schauenbourg-Pinneberg est une région luthérienne depuis le règne de son père Otto IV de Schaumbourg qui avait accepté de se convertir au luthéranisme notamment sous l'influence de ses épouses successives. Après la mort d'Ernest, un comte catholique lui succède en la personne de Jobst Hermann de Schaumbourg, mais lui aussi meurt sans héritier et il a comme successeur Otto VI de Schaumbourg, qui est calviniste.

### Inhumation

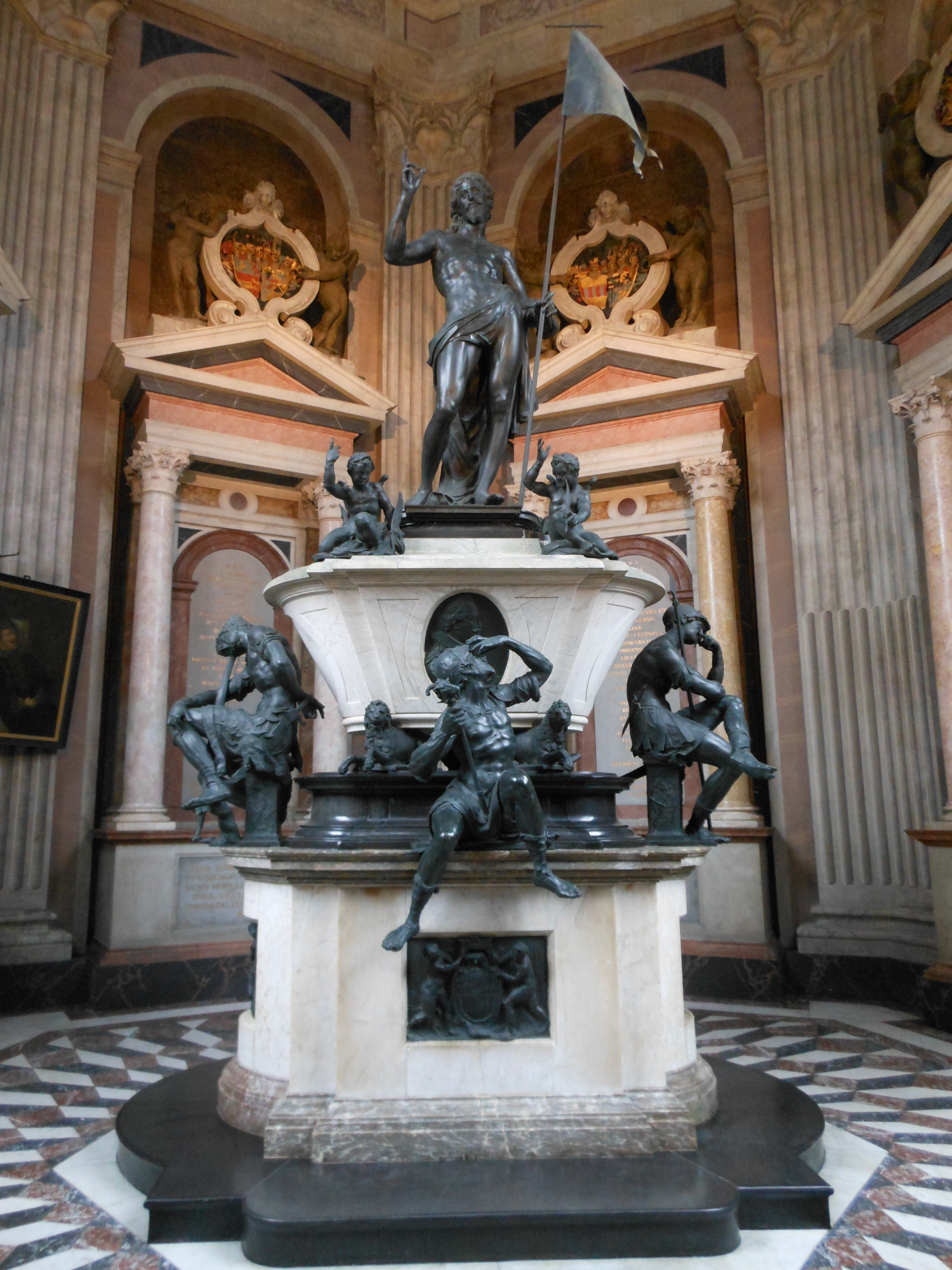
Tombe et monument funéraire
œuvre d'Adrien de Vries dans le Mausolée princier de Stadthagen

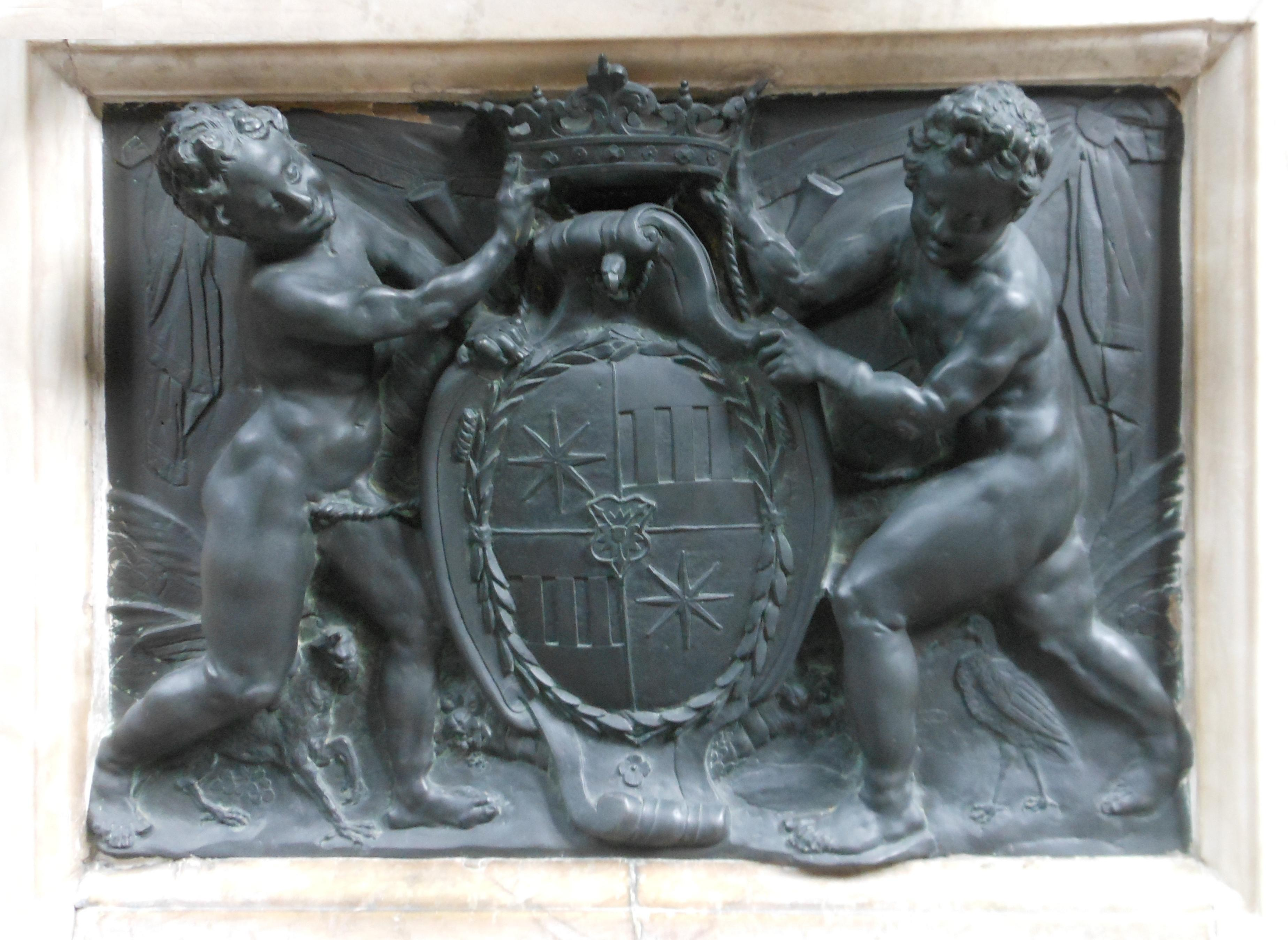
Blason d' Ernest sur le socle du monument de la Résurrection dans le Mausolée princier

Le Prince Ernest fait édifier pour lui et sa famille un Mausolée princier à Stadthagen, il se trouve dans le chœur de l'église Saint-Martin de Stadthagen. Construit selon des modèles italiens, il est maintenant considéré comme un monument culturel européen de premier rang de l'époque de la Renaissance. Les plans en sont dessinés par  l'architecte italien  Giovanni Maria Nosseni qui travaillait en Saxe. Le sculpteur impérial Adrien de Vries érige en bronze les sculptures grandeur nature d'Ernest et du groupe qui personnalise la Résurrection.